# Lola Noyr
Alix Marie Nicolas dite Lola Noyr, née le 17 février 1868 dans le 3e arrondissement de Paris et morte le 1er octobre 1936 dans le 7e arrondissement de Lyon, est une actrice française de théâtre et de cinéma muet de la Belle Époque.

## Biographie

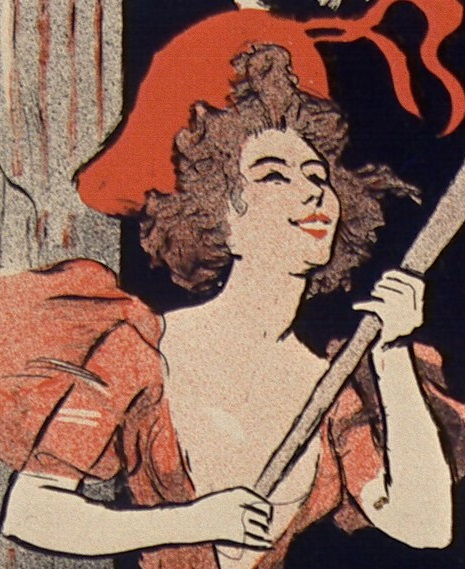
Lola Noyr sur une affiche du Grand Guignol peinte par Jules Grün en 1897.

Issue d'une famille ouvrière du quartier du Marais, Alix Nicolas fréquente dès l'adolescence le milieu des peintres montmartrois dont elle sera un de leurs modèles les plus recherchés. Grande, mince et dotée d'une flamboyante chevelure auburn, elle devient entre autres le modèle préféré de Jean-Jacques Henner dès les années 1885. Sa Femme rousse, aujourd'hui au musée de Grenoble, est une des plus parfaites illustrations de sa beauté. Elle entame par la suite une carrière théâtrale au Théâtre-Libre puis une carrière lyrique au Trianon-Concert sous le nom de Lola Noyr.
En décembre 1887, elle accouche à 19 ans d'une fille prénommée Isabelle Ernestine Alix qu'elle reconnaîtra mais qu'elle n'élèvera pas. Dans l'acte de son mariage à Auxerre en décembre 1910, Isabelle Nicolas déclarera d'ailleurs avoir toujours ignoré l'adresse de sa mère.
Lola Noyr défraie la chronique mondaine en août 1896 avec le procès qui l'oppose à Charles Wells, un ancien amant fils d'un riche industriel parisien, qui l'accuse d'avoir fabriqué et encaissé quatre faux billets à ordre d'un montant total de 20.000 francs en imitant son écriture et sa signature. Malgré une expertise graphologique défavorable, elle sera finalement acquittée par la Cour d'assises de la Seine. 
En 1897, Lola Noyr intente un procès à deux censeurs Georges Gauné et Marcel Fouquier qui ont interdit au  Grand-Guignol de programmer une pièce  intitulée La Voyageuse, de Georges Docquois et Émile Codey, dans laquelle elle devait créer l'unique rôle de femme.
À Paris, elle est l'amie du chroniqueur et romancier Gómez Carrillo.
Pendant la première guerre mondiale, elle quitte sa carrière pour se porter volontaire comme infirmière. Elle est infirmière militaire d'abord à l'hôpital Voltaire, puis aux Quinze-Vingts militaires, qu'elle quitte pour aller vers le front. Elle embarque à Marseille, en 1916, toujours comme infirmière militaire.
Après la guerre, les années folles succèdent à la Belle Époque et le nom de Lola Noyr tombe dans l'oubli. On ignore à quelle date et dans quelles circonstances elle se retire à Lyon. C'est dans son numéro du 3 octobre 1936 que le journal Lyon républicain annonce les obsèques le même jour d' « Alice [sic] Nicolas, dite Lola Noyr, 68 ans, église du Bon-Pasteur, 9 heures » sans autre commentaire. L'acte de décès précise qu'elle était dactylographe.

## Carrière au théâtre
- 1889 : La Casserole, d'Oscar Métènier, Théâtre-Libre, La rouquine[16].
- 1897 : La Joueuse d'orgue, de Xavier de Montépin et Jules Dornay, au théâtre de l'Ambigu-Comique, Mariani[17].
- 1897 : Hortense, couche-toi !, de Georges Courteline, au Grand-Guignol, 15 mars, Hortense[18],[19].
- 1897 : La Peur du carnet, de Jean Drault, au Grand-Guignol[20].
- 1898 : Lézard, de Paul Dornans, au Grand-Guignol, 1er mars, Ernestine[21].
- 1898 : Pour un nuit d'Amour, de Jane de la Vaudière d'après Emile Zola, au Grand-Guignol, 16 mai, Françoise[22],[23],[24].
- 1898 : Mesure pour mesure, de William Shakespeare, au théâtre de l'Œuvre, la dame surmenée[25].
- 1899 : Elle !, de Trébla et John Crozier, à l'Eldorado, 25 février, Marie Pottier[26].
- 1900 : À Saint-Lazare, de Régine Martial en collaboration avec Camille Clermont, au Grand-Guignol, 9 juin[27],[28].
- 1902 : L'Aile, de Jeanne Marni, Madame Bouledoy[29].
- 1902 : L'École du déshonneur, drame en 3 tableaux de M. Revetta, traduction française de M. Lécuyer, au théâtre de La Bodinière (13 mai)
- 1903 : Par délicatesse, de Jean Myrès, aux Mathurins, 28 mars, Mme Palaiseau[30].
- 1903 : P'tit Jeune Homme, de Willy et Luvey, aux Bouffes-Parisiens, 29 avril, Eugénie Gibot[30].
- 1903 : L'Homme du jour, de Pierre Morgand et Claude Roland, au théâtre du Gymnase , le 1er septembre, Mme Lafargue[31],[32],[30].
- 1903 : Antoinette ou le Retour du mari, de Tristan Bernard, aux Mathurins, 10 octobre[30].
- 1903 : La Faute, de Jacques Vivien et Serge Basset, aux Mathurins, 4 novembre, Emmeline[33],[30].
- 1905 : La Dot de Virginie, d'Yves Mirande et René Guy, aux Mathurins, 2 mars, Mme Rabourdin[34].
- 1905 : Le Marchand d'Amour, de Camille Clermont et Séverin Malafayde, aux Mathurins, 2 mars, Elise[34].
- 1905 : L'Oncle Berlin, de Ferdinand Bloch, aux Mathurins, 10 avril, Caroline[34].
- 1905 : L'Échéance, de Pierre de Sancy, au théâtre Molière, 4 mai, Thérèse Chartrain[34].
- 1905 : Monsieur s' amuse, de Georges de Buysieulx et Roger Max, au théâtre Molière, 4 mai, Mme de Burnham[34].
- 1905 : Oui, Benoist !, de Rito de Marghy[35], aux Mathurins, 29 mai, Martsa[34].
- 1906 : Francillon, d'Alexandre Dumas fils, au Royalty Theatre (en), Londres, 5 juillet, Elisa[36].
- 1907 : La Fille des chiffonniers, d'Anicet Bourgeois et Ferdinand Dugué, reprise au théâtre de l'Ambigu, Térésa[37].
- 1908 : La Fille de pilate, de René Fauchois, au théâtre des Arts, 13 avril, La nourrice;
- 1908 : La Dernière Dulcinée, d'Albert du Bois, avec les Escholiers, au théâtre Fémina[38].
- 1908 : La Patronne, de Maurice Donnay, au théâtre du Vaudeville, 6 novembre, Mme Latrille[39],[40].
- 1909 : L'Ex, de Léon Gandillot, au théâtre du Vaudeville, la baronne Louvard[41],[42],[43].
- 1910 : L'Avare, de Molière, reprise au théâtre du Parc à Bruxelles, Frosine[44].
- 1910 : Le Secret de Polichinelle, de Pierre Wolf, reprise au théâtre du Vaudeville, Mme Langeac.
- 1910 : La Maison de danses, de Fernand Nozière et Charles Muller, reprise au théâtre du Vaudeville, Tomasa[45].
- 1910 : Le Marchand de Bonheur, d'Henry Kistemaeckers fils, au théâtre du Vaudeville, 15 octobre, Valto[46].
- 1911 : Monsieur de Preux, de Gabriel Nigond, aux Escholiers[47],[48].
- 1912 : Agnès, dame galante, comédie en 4 actes d'Henri Cain et Louis Payen, aux Bouffes-Parisiens (28 mars)[49].
- 1912 : La Petite Jasmin de Georges Docquois, Willy et Marchais, au théâtre Impérial, 21 septembre, Mme Jasmin[50],[51].
- 1913 : Berné-sur-Odon, de Séverin Le Paslier, au théâtre Malakoff[52]
- 1913 : Un fil à la patte, de Georges Feydeau, reprise à la Renaissance[53].
- 1913 : Le Petit sac, comédie en 3 actes d'Henry Darcourt et Maurice Lupin, à la Comédie-Royale (24 octobre) : la baronne de Mazelles[54]
- 1914 : L'Honnête Fille, de Gabriel Nigond, première au théâtre Antoine, 30 avril, Solange[55].

## Carrière au cinéma
- 1908 : Le Mouchoir de Marie, film muet (245 m) de Maurice de Féraudy
- 1910 : Athalie d'Albert Capellani, d'après la tragédie de Jean Racine
- 1910 : Les Suicidés de Louf , film muet français de Michel Carré : Madame Landore
- 1910 : Sur la pente, film muet en 2 actes de Michel Carré : la mère
- 1910 : Le Four à chaux, film muet de Michel Carré : la faneuse
- 1910 : La Mort et le Bûcheron, film muet (184 m) de Maurice de Féraudy d'après la fable de Jean de La Fontaine
- 1911 : La Bonne à tout faire / La Servante, film muet (235 m) de Georges Denola
- 1911 : La Gouvernante, film muet (265 m) de Georges Denola
- 1912 : Rigadin domestique, film muet français (225 m) de Georges Monca.
- 1912 : Rigadin et la Tante à héritage, film muet français (225 m) de Georges Monca.
- 1912 : Rigadin rosière / Rigadin et la rosière, film muet français (165 m) de Georges Monca
- 1912 : Tire-au-flanc, film muet (410 m) réalisé par Georges Lordier d'après la pièce d'André Mouëzy-Éon et André Sylvane : Madame Blandin
- 1914 : Sans famille, film muet (2.180 m) de Georges Monca d'après le roman d'Hector Malot : la mère Barberin
- 1914 : En famille, film muet (1.855 m) de Georges Monca d'après le roman d'Hector Malot
- 1914 ; La Main leste, film muet (334 m) de Maurice de Féraudy : Madame Alsoon
- 1914 : Seule dans Paris, film muet en 3 parties (1.164 m) d'un réalisateur français non identifié d'après le roman de Pierre Elzéar.
- 1915 : En famille de Georges Monca